# Жан-Марк Феррері
Жан-Марк Феррері (фр. Jean-Marc Ferreri, нар. 26 грудня 1962, Шарльє) — французький футболіст, що грав на позиції півзахисника, нападника.
Виступав, зокрема, за клуби «Осер» та «Бордо», а також національну збірну Франції.
Чемпіон Франції. Володар Кубка Франції. Переможець Ліги чемпіонів УЄФА. У складі збірної — чемпіон Європи.

## Клубна кар'єра
Народився 26 грудня 1962 року в місті Шарльє. Вихованець футбольної школи клубу «Осер». Дорослу футбольну кар'єру розпочав 1979 року в основній команді того ж клубу, в якій провів сім сезонів, взявши участь у 216 матчах чемпіонату. Більшість часу, проведеного у складі «Осера», був основним гравцем команди.
Своєю грою за цю команду привернув увагу представників тренерського штабу клубу «Бордо», до складу якого приєднався 1986 року. Відіграв за команду з Бордо наступні п'ять сезонів своєї ігрової кар'єри. Граючи у складі «Бордо» також здебільшого виходив на поле в основному складі команди. За цей час виборов титул чемпіона Франції та національного кубку.
Згодом у 1991 році на рік повернувся до «Осера». У 1992 році перейшов до команди «Марсель», де додав до переліку своїх трофеїв титул переможця Ліги чемпіонів УЄФА.
Пізніше, у 1993–1994 роках, виступав у складі футбольного клубу «Мартіг».
Далі у Франції виступав лише у друголігових колективах. У 1994 році повернувся у склад клубу «Марсель». Із 1996 по 1997 рік грав у складі команди «Тулон». 
У сезоні 1997-98 році грав у складі вищолігового швейцарського футбольного клубу «Цюрих».
Завершив ігрову кар'єру у любительському клубі «Сен-Дені Сен-Льє», за команду якого виступав протягом сезону 1998-99.

## Єврокубки
У європейських клубних турнірах провів 9 сезонів, що для футболістів того часу є відмінним результатом. Найкращі досягнення — перемога у першій Лізі чемпіонів УЄФА 1992-93 у складі «Олімпіка». У особистому заліку — один з найкращих бомбардирів в Кубку чемпіонів сезону 1987-88. Варто відзначити також півфінал у розіграші Кубка кубків 1986-87 у складі «Бордо».
Усього в європейських клубних турнірах провів 41 гру, забивши 15 голів.
Свою першу гру в єврокубках провів у Лісабоні, виступаючи за «Осер» проти місцевої «Спортінга» у стартовій грі Кубка УЄФА 19 вересня 1984 року. Усього в складі бургундців провів 3 євросезони.
4 сезони провів у складі «Бордо», та 2 — за «Олімпік».
Останні ігри провів восени 1994 року у Кубка УЄФА проти швейцарського «Сьйона».

### Статистика виступів у єврокубках по сезонах
| Сезон             | Клуб              | Турнір              | Досягнення    | Матчі | Перемоги | Нічиї | Поразки | Голи |
| ----------------- | ----------------- | ------------------- | ------------- | ----- | -------- | ----- | ------- | ---- |
| 1984-85           | «Осер»            | Кубок УЄФА          | 1/32 фіналу   | 2     | 0        | 1     | 1       | 0    |
| 1985-86           | «Осер»            | Кубок УЄФА          | 1/32 фіналу   | 2     | 1        | 0     | 1       | 0    |
| 1986-87           | «Бордо»           | Кубок кубків        | Півфінал      | 8     | 5        | 1     | 2       | 0    |
| 1987-88           | «Бордо»           | Кубок чемпіонів     | 1/4 фіналу    | 5     | 3        | 2     | 0       | 4*   |
| 1988-89           | «Бордо»           | Кубок УЄФА          | 1/8 фіналу    | 6     | 3        | 2     | 1       | 1    |
| 1990-91           | «Бордо»           | Кубок УЄФА          | 1/8 фіналу    | 6     | 3        | 1     | 2       | 3    |
| 1991-92           | «Осер»            | Кубок УЄФА          | 1/16 фіналу   | 4     | 3        | 0     | 1       | 3    |
| 1992-93           | «Олімпік»         | Ліга чемпіонів УЄФА | володар       | 4     | 4        | 0     | 0       | 2    |
| 1994-95           | «Олімпік»         | Кубок УЄФА          | 1/16 фіналу   | 4     | 3        | 0     | 1       | 2    |
| ВСЬОГО            | «Осер»            | 3 євросезони        | 3 євросезони  | 8     | 4        | 1     | 3       | 3    |
| ВСЬОГО            | «Бордо»           | 4 євросезони        | 4 євросезони  | 25    | 14       | 6     | 5       | 8    |
| ВСЬОГО            | «Олімпік»         | 2 євросезони        | 2 євросезони  | 8     | 7        | 0     | 1       | 4    |
| ВСЬОГО за кар'єру | ВСЬОГО за кар'єру | 9 євросезонів       | 9 євросезонів | 41    | 25       | 7     | 9       | 15   |

 * — один з найкращих бомбардирів турніру

### Статистика по турнірах
| Турнір          | Сезони | Матчі | Перемоги | Нічиї | Поразки | Голи |
| --------------- | ------ | ----- | -------- | ----- | ------- | ---- |
| Кубок чемпіонів | 2      | 9     | 7        | 2     | 0       | 6    |
| Кубок кубків    | 1      | 8     | 5        | 1     | 2       | 0    |
| Кубок УЄФА      | 6      | 24    | 13       | 4     | 7       | 9    |

### Єврокубкова статистика: сезони, турніри, матчі
(1) — другий матч;

## Виступи за збірну
Дебютував в офіційних матчах у складі національної збірної Франції 31 серпня 1982 року в товариській грі проти Польщі на Парк де Пренсі — 0:4. Протягом кар'єри у національній команді, яка тривала 9 років, провів у формі головної команди країни 37 матчів, забивши 3 голи.
Перший м'яч забив у четвертій грі в португальському місті Гімарайнш у товариському спарингу з місцевою національною збірною — перемога 3:0.
У складі збірної був учасником чемпіонату Європи 1984 року у Франції, зігравши у 2 матчах, здобувши титул континентального чемпіона. 4 гри провів на чемпіонаті світу 1986 року в Мексиці, на якому команда здобула бронзові нагороди. У матчі за третє місце забив гол бельгійцям — 4:2 (основний час - 2:2). Згодом стало зрозумілим, що це був останній м'яч за триколірних.
17 листопада 1990 року в Тирані у відбірковому матчі до чемпіонату Європи 1992 року у Швеції зі збірною Албанії попрощався з виступами за синіх.

### Статистика матчів за збірну
| Турнір           | Матчі | Перемоги | Нічиї | Поразки | Голи |
| ---------------- | ----- | -------- | ----- | ------- | ---- |
| Товариські матчі | 22    | 12       | 7     | 3       | 2    |
| Чемпіонат Європи | 2     | 2        | 0     | 0       | 0    |
| Кваліфікація ЧЄ  | 4     | 1        | 1     | 2       | 0    |
| Чемпіонат світу  | 4     | 3        | 1     | 0       | 1    |
| Кваліфікація ЧС  | 5     | 3        | 1     | 1       | 0    |
| ВСЬОГО           | 37    | 21       | 10    | 6       | 3    |

### На чемпіонатах Європи та світу
У складі збірної був учасником:
- чемпіонату Європи 1984 року у Франції, здобувши титул чемпіона;
- чемпіонату світу 1986 року в Мексиці, на якому французи були 3-ми.

| Рік  | Турнір           | Місце | Матчі | Перемоги | Нічиї | Поразки | Голи |
| ---- | ---------------- | ----- | ----- | -------- | ----- | ------- | ---- |
| 1984 | Чемпіонат Європи |       | 2     | 2        | 0     | 0       | 0    |
| 1986 | Чемпіонат світу  |       | 4     | 3        | 1     | 0       | 1    |

## Титули і досягнення
- «Бордо»

 Чемпіон Франції (1):  1986-87
Володар Кубка Франції (1):  1986-87
Володар Суперкубка Франції (1):  1986
- «Марсель»

 Переможець Ліги чемпіонів УЄФА (1): 1992-93
- Збірна Франції

 Чемпіон Європи (1):  1984
Чемпіонат світу з футболу 1986:  3 місце
- Особисті

найкращий бомбардир Кубка європейських чемпіонів:  1988